# Зонка, Эрик
Эрик Зонка (фр. Érick Zonca; род. 10 сентября, 1956, Орлеан, Франция) — французский кинорежиссёр и сценарист.

## Биография
Эрик Зонка родился 10 сентября 1956 года в Орлеане, где его отец работал строительным подрядчиком. С шестнадцати лет посещал актерскую школу в Париже. В двадцатилетнем возрасте он уехал в Нью-Йорк, где учился в студии Герберта Беркоффа. С 1986 года Зонка начал работать ассистентом режиссера, ставил документальные ленты.
Его дебютный полнометражный фильм «Воображаемая жизнь ангелов» в 1998 году участвовал в конкурсной программе Каннского кинофестиваля. Исполнительницы главных ролей в фильме Наташа Ренье и Элоди Буше разделили в Каннах приз лучшей актрисе. В 1999 году «Воображаемая жизнь ангелов» получила премию «Сезар» как лучший французский фильм года, а Эрик Зонка в том же году получил Премию «Люмьер» как лучший режиссер.